# Nereidi

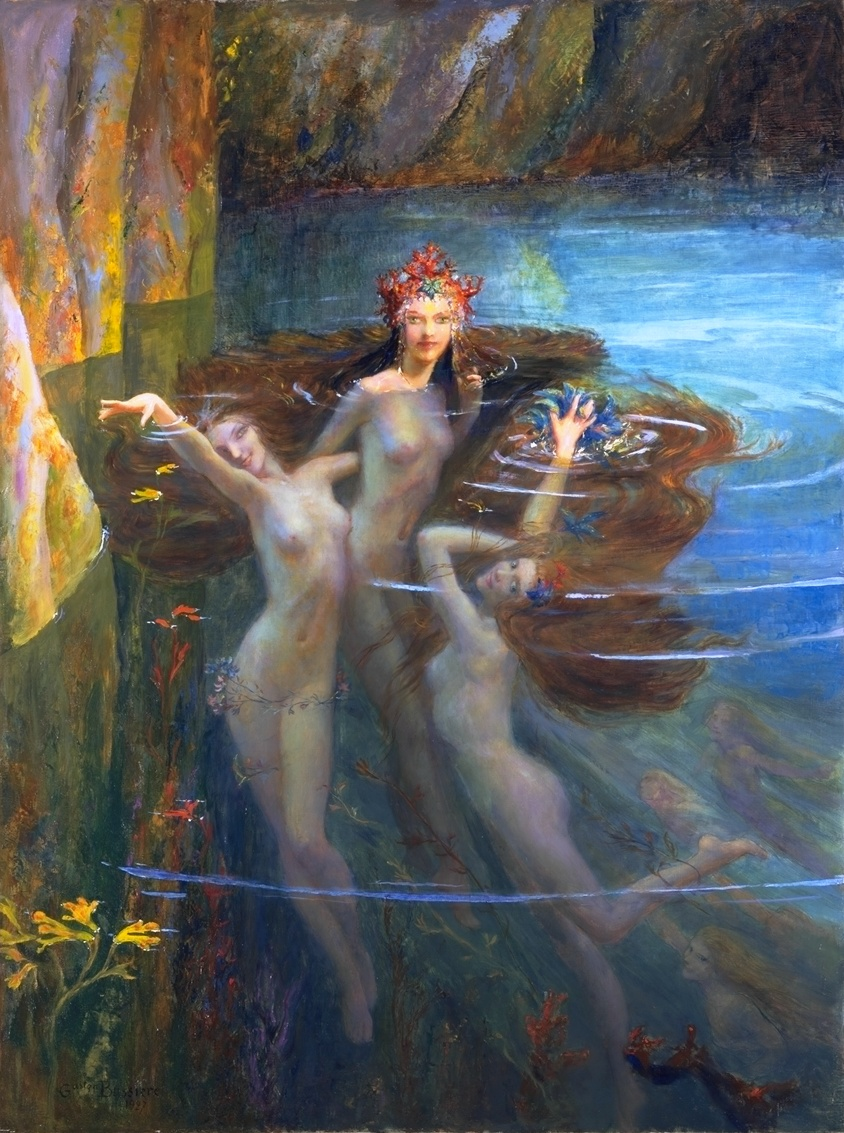
Le Nereidi, in un quadro dipinto da Gaston Bussière (1927).

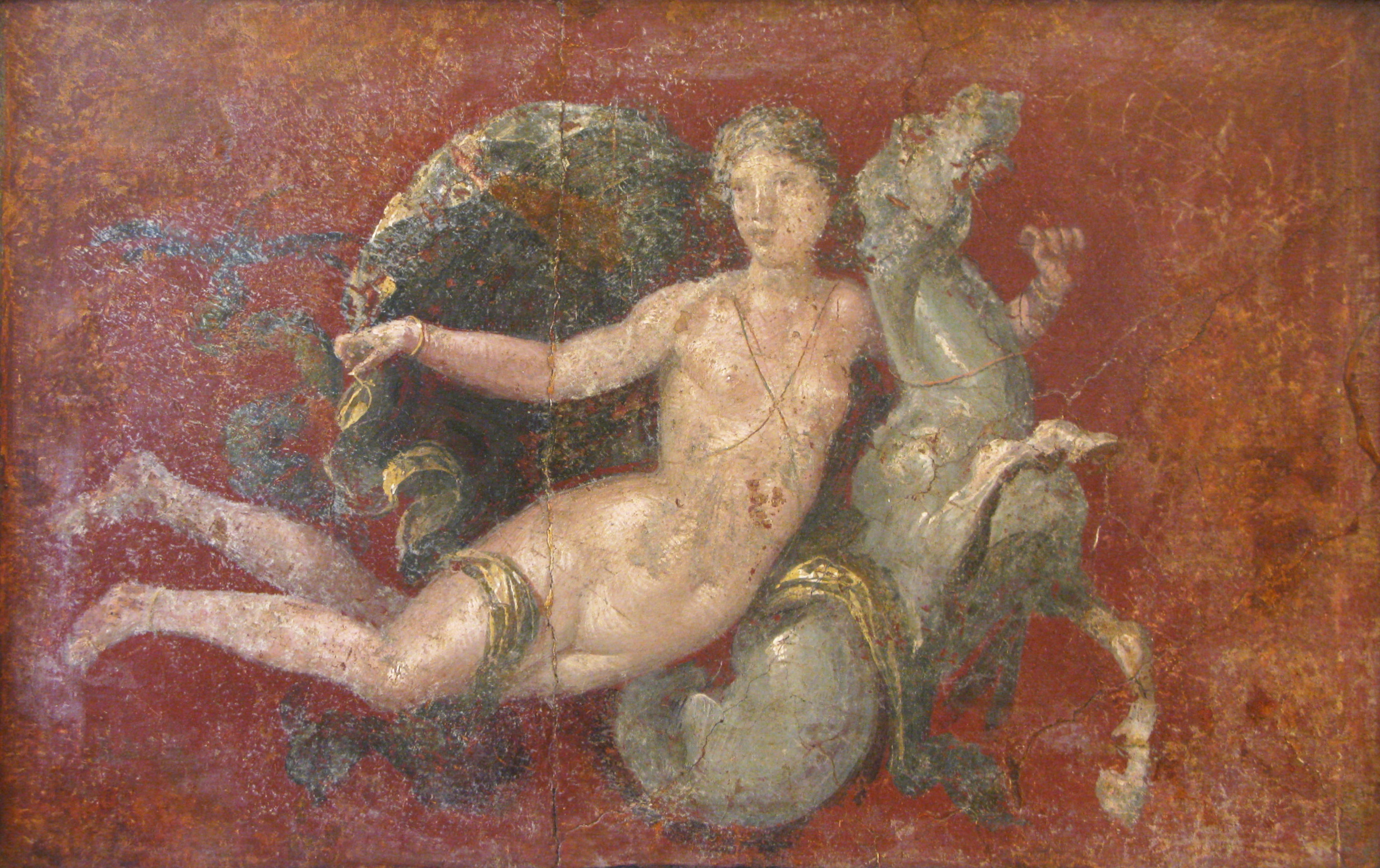
Nereide su cavallo marino, affresco del Museo archeologico nazionale di Napoli.

Le Nereidi (in greco antico: Νηρείδες?, Nēreídes o Νηρηίδες, Nērēídes, al singolare Νηρείς) erano delle figure della mitologia greca, ninfe marine, figlie di Nereo e della Oceanina Doride.
Considerate creature immortali e di natura benevola, facevano parte del corteo del dio del mare Poseidone insieme ai Tritoni e venivano rappresentate come fanciulle coi capelli ornati di perle, a cavallo di delfini o cavalli marini. Le Nereidi più note sono: Anfitrite, sposa di Poseidone, Galatea, amata dal pastore Aci e dal ciclope Polifemo, e Teti, madre dell'eroe Achille.
Esiodo, nella sua Teogonia, riporta un elenco di 51 nomi, mentre Omero nell'Iliade cita 33 Nereidi che, con la loro sorella Teti, compiansero il dolore di Achille per la morte di Patroclo. Secondo entrambi erano tuttavia in numero di cinquanta. Lo Pseudo-Apollodoro, autore della Biblioteca, ci fornisce un elenco di 45 nomi mentre l'Igino, autore nel II secolo delle Favole, una lista di 49 nomi (in realtà 48, se si tiene conto di un nome ripetuto).

## Curiosità
Nelle credenze della Calabria greca (Bovesia) la figura della Nereide subisce una modifica finendo per indicare una creatura mostruosa che si aggira nei boschi e conosciuta, nel dialetto greco-calabro, come anarada, termine che risulta essere una deformazione del greco classico νηρείς -δος. Secondo alcune descrizioni, le Nereidi hanno i capelli verdi o i piedi d'asina.

## I nomi delle Nereidi
Lista comparata dei nomi delle Nereidi citati nelle fonti.
| Omero Iliade, 18,38-49 | Esiodo Esiodo, Teogonia, vv. 240-264. | Apollodoro Apollodoro, Biblioteca, 1.2.7 | Igino Igino, Favole, praefactio, 8. | Note |
| ---------------------- | ------------------------------------- | ---------------------------------------- | ----------------------------------- | --- |
| Actea                  | Actea                                 | Actea                                    | Actea                               | Actea è la ninfa della riva e l'abitatrice della costa del mare. Era anche un nume della generazione di divinità preolimpiche precedenti a Zeus, ad Apollo ed allo stesso Poseidone. |
| Agave                  |                                       | Agave                                    | Agave                               | Agave è anche il nome di una figlia di Cadmo e Armonia. |
| Alie                   | Alie                                  | Alie                                     |                                     | |
|                        | Alimede                               | Alimede                                  |                                     | |
| Amateia                |                                       |                                          | Amatia                              | |
| Anfinome               |                                       |                                          | Anfinome                            | |
| Anfitoe                |                                       |                                          | Anfitoe                             | |
|                        | Anfitrite                             | Anfitrite                                |                                     | Nella lista esiodea il nome è ripetuto |
| Apseude                |                                       |                                          | Apseude                             | |
|                        |                                       |                                          | Aretusa                             | |
|                        |                                       |                                          | Asia                                | Asia è in realtà un'Oceanina, figlia del titano Oceano e della titanide Teti e moglie di Prometeo.                                                                                   |
|                        | Autonoe                               | Autonoe                                  |                                     | Autonoe è anche il nome di una figlia di Cadmo e Armonia. |
|                        |                                       |                                          | Beroe                               | |
| Callianassa            |                                       |                                          | Callianassa                         | |
| Callianeira            |                                       |                                          |                                     | |
|                        |                                       | Calipso                                  |                                     | Calipso secondo Omero era piuttosto figlia di Atlante e secondo Esiodo una delle Oceanine.                                                                                           |
|                        |                                       | Ceto                                     |                                     | Ceto, sposa del dio Forco. |
|                        |                                       |                                          | Cidippe                             | |
|                        | Cimatolege                            |                                          |                                     | |
|                        | Cimo                                  | Cimo                                     |                                     | |
| Cimodoce               | Cimodoce                              |                                          | Cimodoce                            | |
| Cimotoe                | Cimotoe                               | Cimotoe                                  | Cimotoe                             | |
|                        |                                       |                                          | Clio                                | Clio è anche il nome di una delle nove Muse. |
| Climene                |                                       |                                          | Climene                             | Climene è considerata una delle Oceanine, Nella lista di Igino il nome è ripetuto due volte.                                                                                         |
|                        |                                       | Cranto                                   |                                     | |
|                        |                                       |                                          | Creneide                            | |
|                        |                                       |                                          | Deiopea                             | |
|                        |                                       | Dero                                     |                                     | |
| Dexamene               |                                       |                                          | Dexamene                            | |
| Dinamene               | Dinamene                              | Dinamene                                 | Dinamene                            | |
|                        |                                       | Dione                                    |                                     | Dione è considerata una Titanide, figlia di Urano e Gea, oppure una delle Oceanine.                                                                                                  |
| Doride                 | Doride                                |                                          | Doride                              | Ha lo stesso nome della madre, la prima delle Oceanine |
| Doto                   | Doto                                  | Doto                                     | Doto                                | |
|                        |                                       |                                          | Drimo                               | |
|                        |                                       |                                          | Efire                               | |
|                        | Eione                                 | Eione                                    |                                     | |
|                        | Erato                                 | Erato                                    |                                     | Erato è anche il nome di una delle nove muse. |
|                        | Eucrante                              | Eucrante                                 |                                     | |
|                        | Eudore                                | Eudore                                   |                                     | Eudore è considerata una delle Oceanine |
|                        | Eulimene                              | Eulimene                                 |                                     | |
|                        |                                       | Eumolpe                                  |                                     | |
|                        | Eunice                                | Eunice                                   |                                     | |
|                        | Eupompe                               |                                          |                                     | |
|                        |                                       |                                          | Euridice                            | Euridice è il nome di diversi personaggi della mitologia greca. |
|                        | Evagore                               | Evagore                                  |                                     | |
|                        | Evarne                                |                                          |                                     | |
| Ferusa                 | Ferusa                                | Ferusa                                   |                                     | |
|                        |                                       |                                          | Fillodoce                           | |
| Galatea                | Galatea                               | Galatea                                  | Galatea                             | |
|                        | Galena                                |                                          |                                     | |
| Glauce                 | Glauce                                |                                          | Glauce                              | |
|                        | Glauconome                            | Glauconome                               |                                     | |
| Iaera                  |                                       |                                          | Iaera                               | |
| Ianassa                |                                       |                                          | Ianassa                             | |
| Ianira                 | Ianira                                | Ianira                                   | Ianira                              | Ianira è elencata da Esiodo tra le Oceanine. |
|                        |                                       | Ione                                     |                                     | Ione è anche il nome di un figlio di Apollo e di Creusa. |
|                        | Ipponoe                               | Ipponoe                                  |                                     | |
|                        | Ippotoe                               | Ippotoe                                  |                                     | |
|                        | Laomedea                              |                                          |                                     | |
|                        |                                       |                                          | Leucotoe                            | Leucotoe è anche il nome della figlia del re Orcamo, amata da Apollo |
|                        |                                       |                                          | Licoreia                            | |
|                        |                                       |                                          | Ligea                               | |
| Limnoria               |                                       | Limnoria                                 | Limnoria                            | |
|                        | Leagore                               |                                          |                                     | |
|                        | Lisianassa                            | Lisianassa                               |                                     | |
| Mera                   |                                       |                                          | Maera                               | |
| Melite                 | Melite                                | Melite                                   | Melite                              | |
|                        | Menippe                               |                                          |                                     | |
|                        |                                       | Nausitoe                                 |                                     | |
| Nemerte                | Nemerte                               |                                          | Nemerte                             | |
|                        |                                       | Neomeri                                  |                                     | |
| Nesea                  | Nisea                                 | Nesea                                    | Nesea                               | |
|                        | Neso                                  |                                          |                                     | |
|                        |                                       |                                          | Opide                               | |
| Orizia                 |                                       |                                          | Orizia                              | |
|                        | Panope                                | Panope                                   | Panope                              | forse si tratta della stessa Nereide Nella lista di Igino compare 2 volte (Panope e Panopea).                                                                                        |
| Pinope                 |                                       |                                          | Panopea                             | forse si tratta della stessa Nereide Nella lista di Igino compare 2 volte (Panope e Panopea).                                                                                        |
|                        | Pasitea                               |                                          |                                     | |
|                        |                                       | Plessaure                                |                                     | |
|                        | Ploto                                 |                                          |                                     | |
|                        | Polinoe                               | Polinome                                 |                                     | |
|                        |                                       | Pontomedusa                              |                                     | |
|                        | Pontoporea                            |                                          |                                     | |
|                        | Pronoe                                |                                          |                                     | |
| Proto                  | Proto                                 | Proto                                    | Proto                               | |
|                        | Protomedea                            |                                          |                                     | |
|                        | Psamate                               | Psamate                                  |                                     | |
|                        | Sao                                   | Sao                                      |                                     | |
| Spio                   | Spio                                  | Spio                                     | Spio                                | |
| Talia                  |                                       |                                          | Talia                               | Talia è anche il nome di una delle nove Muse e di una delle tre Grazie. |
|                        | Temisto                               |                                          |                                     | |
|                        | Teti                                  | Teti                                     |                                     | Un'altra Teti era una titanide, sposa di Oceano e madre delle Oceanine. |
| Toe                    | Toe                                   |                                          | Toe                                 | |
|                        |                                       |                                          | Xanto                               | Xanto è anche il nome di uno dei cavalli di Achille. |

Una traduzione romanizzata dei nomi si può trovare nell'edizione delle opere di Apollodoro, pubblicata da Giuseppe Compagnoni nel 1826, in numero di 45, con probabili mancanti. E sono: Cimotoe, Speio, Glaucoloe, Nausitoe, Ali, Erato, Sao, Amfitrite, Eunice, Teli, Eulimene, Àgave, Eudora, Doto, Ferusa, Galatea, Attea, Protomedusa, Ippotoe, Lisianassa, Cimoe, Pio, Alimede, Plesaura, Eucrate, Proto, Calipso, Panope, Cranto, Neomeri, Ipponoe, Dejanira, Polinoe, Autonoe, Melia, Dio, Isea, Dero, Evagore, Psamate, Eumolpe, Io, Dinamene, Ceto, Limnorea.